# اومیتسه
اومیتسه (به چکی: Omice) یک منطقهٔ مسکونی در جمهوری چک است که در ناحیه برنو-تسوونتری واقع شده‌است. اومیتسه ۱۰٫۴۵ کیلومتر مربع مساحت و ۷۶۹ نفر جمعیت دارد و ۳۸۵ متر بالاتر از سطح دریا واقع شده‌است.